# 尼古拉·别利亚耶夫
尼古拉·伊里奇·别利亚耶夫（俄語：Никола́й Ильи́ч Беля́ев，1903年1月19日（格里历：2月1日）—1966年10月28日）苏联党和国家领导人，曾任阿尔泰边疆区政府主席，联共（布）阿尔泰边疆区党委第一书记，哈共中央第一书记等职务。

## 生平
- 1903年1月19日（格里历：2月1日）出生于沙俄乌法省比尔斯克地区库捷列姆村的一个农民家庭。
- 1919年，加入列宁共青团，是巴什基尔早期的共青团组织者。
- 1919年-1922年，比尔斯克地区克列金村团支部书记。1921年加入俄共（布）。
- 1925年，毕业于莫斯科普列汉诺夫国民经济学院。
- 1925年-1930年，农业合作区域联盟理事会主席。
- 1930年-1932年，Siblnosoyuz农业合作社主席。
- 1932年-1937年，西西伯利亚州拖拉机中心负责人。
- 1938年-1939年，新西伯利亚州农业收割部门副经理。
- 1939年-1940年，新西伯利亚州消费合作社第一副主席。
- 1940年-1941年，新西伯利亚州消费合作社主席。
- 1941年-1943年，新西伯利亚州食品工人工会书记。
- 1943年1月-8月，新西伯利亚州第一副州长，阿尔泰边疆区政府主席。
- 1943年8月-1955年7月，联共（布）、苏共阿尔泰边疆区党委第一书记。他领导了苏德战争的最后阶段和战后时期的经济恢复和该地区的经济发展。以及该地区处女地，休耕轮作制的推行。在此期间，阿尔泰的经济发生了重大变化：从一个主要的农业地区转变为一个大型工业区。巴尔瑙尔，比斯克和鲁布佐夫斯克成为重要的工业中心。
- 1955年7月-1958年11月，苏共中央书记处书记。
- 1956年2月-1957年6月，苏共中央主席团副主席。
- 1957年6月-1960年5月，苏共中央主席团成员。1957年12月-1960年1月，哈共中央第一书记。由于1959年8月发生的铁米尔套骚乱，他于1960年初离任。
- 1960年1月-6月，苏共斯塔夫罗波尔边疆区党委第一书记。同年退休。
- 1966年10月28日于莫斯科逝世，享年63岁。安葬在莫斯科新圣女公墓。

别利亚耶夫是苏共19-21大代表，第19、20届中央书记处书记，第20届中央主席团副主席，主席团成员，第21届中央主席团成员，第19-21届中央委员。第2-5届苏联最高苏维埃联盟院代表，第4届俄罗斯苏维埃联邦社会主义共和国最高苏维埃代表，第4-5届哈萨克苏维埃社会主义共和国最高苏维埃代表。

## 荣誉
- 列宁勋章
- 两次劳动红旗勋章
- 1941-1945年伟大卫国战争中忘我劳动奖章
- 劳动英勇奖章

## 纪念
- 在巴尔瑙尔的Oktyabrsky区，有一条街道以别利亚耶夫命名。